# Leptagrion siqueirai
Leptagrion siqueirai är en trollsländeart som beskrevs av Santos 1968. Leptagrion siqueirai ingår i släktet Leptagrion och familjen dammflicksländor. Inga underarter finns listade i Catalogue of Life.